# Rivulus peruanus
 Rivulus peruanus és un peix de la família dels rivúlids i de l'ordre dels ciprinodontiformes.
Els adults poden arribar als 5,5 cm de longitud. És endèmic del Perú (Sud-amèrica).